# Episodi di Spirit: Avventure in libertà (terza stagione)
La terza stagione di Spirit: Avventure in libertà è stata pubblicata negli USA il 17 novembre 2017 su Netflix.
In Italia invece è stata trasmessa dal 17 aprile 2018 su DeaKids.
| Nº | Nº | Titolo originale                 | Titolo italiano          | Prima TV USA     | Prima TV Italia |
| -- | -- | -------------------------------- | ------------------------ | ---------------- | --------------- |
| 14 | 1  | Lucky and the Long Way Home      | Torna a casa, Spirit!    | 17 novembre 2017 | 17 aprile 2018  |
| 15 | 2  | Lucky and the New Governor       | A lezione di etichetta   | 17 novembre 2017 | 18 aprile 2018  |
| 16 | 3  | Lucky and the Risky Rescue       | Il salvataggio rischioso | 17 novembre 2017 | 19 aprile 2018  |
| 17 | 4  | Lucky and the Field Trip Fraud   | La cocca della maestra   | 17 novembre 2017 | 23 aprile 2018  |
| 18 | 5  | Lucky and the Shaky Day          | Una giornata movimentata | 17 novembre 2017 | 24 aprile 2018  |
| 19 | 6  | Lucky and the Golden Opportunity | La febbre dell'oro       | 17 novembre 2017 | 25 aprile 2018  |
| 20 | 7  | Lucky and the Lion               | Il leone di montagna     | 17 novembre 2017 | 26 aprile 2018  |